# Доња Буковица (Нова Буковица)
Доња Буковица је насељено место у општини Нова Буковица, у славонској Подравини, Република Хрватска.

## Историја
До нове територијалне организације налазило се у саставу бивше велике општине Подравска Слатина.

## Становништво
На попису становништва 2011. године, Доња Буковица је имала 128 становника.
На попису становништва 2001. године, село је имало 101 становника.

### Попис 1991.
На попису становништва 1991. године, насељено место Доња Буковица је имало 120 становника, следећег националног састава:
| Попис 1991.‍  | Попис 1991.‍  | Попис 1991.‍ | Попис 1991.‍ | Попис 1991.‍ |
| ------------ | ------------ | ----------- | ----------- | ----------- |
|              |              |             |             |             |
| Срби         | Срби         |             | 98          | 81,66%      |
| Југословени  | Југословени  |             | 11          | 9,16%       |
| Хрвати       | Хрвати       |             | 9           | 7,50%       |
| неопредељени | неопредељени |             | 2           | 1,66%       |
| укупно: 120  |              |             |             |             |